# Sehri-Bahlol
Sehri-Bahlol je název archeologické lokalit v Pákistánu nedaleko Pešávaru. Sehri-Bahlol je jednou z hlavních archeologických oblastí celého Pákistánu. Spolu s buddhistickými památkami z oblastí Takht-i-Bahi byla tato lokalita v roce 1980 přijata ke světovému dědictví UNESCO.